# OSIRIS-REx
OSIRIS-REx (Origins, Spectral Interpretation, Resource Identification, Security, Regolith Explorer) è una missione spaziale sviluppata dalla NASA per l'esplorazione degli asteroidi nell'ambito del Programma New Frontiers. L'obiettivo principale della missione, raggiunto il 20 ottobre 2020 alle ore 22.12 UTC, era di ottenere un campione di almeno 60 grammi da 101955 Bennu e riportarlo sulla Terra per un'analisi dettagliata. Il ritorno del campione sulla Terra è avvenuto con successo il 24 settembre 2023 alle 14:53 UTC. 
Nell'aprile del 2022 la NASA ha approvato un'estensione della missione per studiare l'asteroide near-Earth 99942 Apophis a partire dal 2029, quando questi passerà nelle vicinanze della Terra. Dopo aver rilasciato la capsula col campione di Bennu, la sonda è stata ridenominata OSIRIS-APEX ('APophis EXplorer').

## Missione

Serie di immagini di OSIRIS-REx che mostrano una rotazione completa dell'asteroide.

Il lancio è avvenuto l'8 settembre 2016 alle ore 23.05 UTC dal Launch Complex 41 nel Cape Canaveral Air Force Station a Cape Canaveral a bordo del lanciatore United Launch Alliance Atlas V 411.
Dopo aver viaggiato per più di due anni, la sonda è arrivata in prossimità dell'asteroide 101955 Bennu il 3 dicembre 2018 e il 31 dicembre 2018 ha iniziato 505 giorni di mappatura della superficie a una distanza di circa 5 km. I risultati della mappatura sono stati utilizzati dal team della missione per selezionare il sito da cui prelevare il campione della superficie dell'asteroide.
La sonda ha prelevato i campioni di regolite il 20 ottobre 2020 alle ore 22.12 UTC, senza atterrare ma estendendo un braccio robotico.
Il ritorno sulla Terra è avvenuto il 24 settembre 2023. Nella fase di avvicinamento al nostro pianeta la sonda ha rilasciato una capsula, contenente il campione raccolto, che è atterrata nello Utah alle ore 10:55 EDT, 8:55 MDT (16:55 CEST corrispondente all'ora italiana). Il campione sarà trasportato al Johnson Space Center per le analisi.
Il costo della missione è di circa di 800 milioni di dollari, escluso il razzo vettore, che è venuto a costare circa 183,5 milioni di dollari.

## Sviluppo
La missione è stata sviluppata dal Lunar and Planetary Laboratory (LPL) dell'Università dell'Arizona, dal Goddard Space Flight Center della NASA e dalla divisione spaziale della Lockheed Martin.
Una prima proposta, indicata come OSIRIS venne presentata nel 2004 alla NASA nell'ambito del Programma Discovery, ma non fu selezionata dall'ente spaziale statunitense. Fu quindi riproposta nel 2006 e, giudicata positivamente nella prima fase di selezione, ricevette dalla NASA un primo finanziamento di 1,2 milioni di dollari, per uno studio sulla fattibilità ingegneristica della missione. Nella fase di selezione finale, tuttavia, venne evidenziato come la proposta avrebbe potuto risultare troppo costosa per una missione di classe Discovery e le fu preferita GRAIL.
Nel marzo del 2008 il Committee on New Opportunities in Solar System Exploration (NOSSE) del National Research Council, individuò otto tipologie di missione sulle quali avrebbe dovuto focalizzarsi il Programma New Frontiers; tra queste una per il recupero di un campione asteroidale. Nel 2009 OSIRIS-REx fu proposta all'attenzione della NASA nell'ambito del Programma New Frontiers, cui corrispondono missioni di classe media (dal costo superiore a quelle del Programma Discovery). A seguito di una prima selezione nel gennaio del 2010, le fu assegnato un budget di 3,3 milioni di dollari per uno studio di fattibilità e per la pianificazione dei costi. Fu infine approvata nel maggio del 2011, venendo preferita al "Surface and Atmosphere Geochemical Explorer", una missione per l'esplorazione di Venere.

## Obiettivi scientifici
Lo studio e l'esplorazione degli asteroidi permette di acquisire informazioni sulla formazione del sistema solare. Gli asteroidi, infatti, sono i residui del processo che ha condotto alla formazione dei pianeti. Inoltre, potremmo ricavarne informazioni sull'origine della vita: alcuni asteroidi contengono grandi quantità di carbonio, in uno stato primordiale, mentre tracce di molecole organiche sono state trovate in alcuni meteoriti e sulle comete.
Osservazioni telescopiche hanno permesso di determinare con sufficiente accuratezza l'orbita di 101955 Bennu, un asteroide Apollo di 560 m di diametro. La sua orbita lo porta ad avvicinarsi al nostro pianeta ogni sei anni. Nel 2009, Andrea Milani e collaboratori hanno individuato una serie di otto potenziali impatti con la Terra tra il 2169 ed il 2199. La probabilità d'impatto collettiva dipende dalle proprietà fisiche dell'oggetto, al momento poco conosciute, ma non sarebbe superiore allo 0,07 % per tutti gli otto incontri. Un obiettivo della missione è quindi quello di acquisire quelle informazioni sulla forma dell'asteroide e sull'accelerazione cui è soggetto per l'effetto YORP, necessarie a determinare con maggiore accuratezza la probabilità d'impatto.
101955 Bennu inoltre è un asteroide carbonaceo di tipo B, che avrebbe subito pochi cambiamenti geologici dalla sua formazione.
Gli obiettivi scientifici della missione sono:
1. Recuperare un campione incontaminato di regolite carbonacea in una quantità sufficiente a permettere successive analisi dei suoi costituenti, della loro distribuzione e della sua storia.
2. Mappare le proprietà globali, chimiche e mineralogiche di un asteroide carbonaceo primordiale per caratterizzare la sua storia geologica e dinamica e fornire un contesto per il campione recuperato
3. Documentare la distribuzione, la morfologia, la geochimica e le proprietà spettrali della regolite al sito in cui sarà prelevato il campione a scale progressivamente inferiori, fino a quelle millimetriche
4. Misurare l'effetto YORP di un asteroide potenzialmente pericoloso e individuare le proprietà dell'asteroide che contribuiscono a tale effetto
5. Fornire degli utili elementi di confronto per le osservazioni da terra e valutare la loro capacità di caratterizzazione della popolazione di asteroidi carbonacei del sistema solare.

## Caratteristiche tecniche
La sonda ha un corpo cubico, di 2 metri di lato, da cui si estendono due pannelli fotovoltaici da 8,5 m² di superficie per la sua alimentazione. Il sistema elettrico utilizza inoltre delle batterie agli ioni di litio. La sonda è stabilizzata su tre assi, tramite quattro ruote di reazione. L'assetto è rilevato attraverso sensori solari e stellari, oltre che una piattaforma inerziale.
La capsula d'atterraggio utilizzata per attraversare l'atmosfera terrestre è analoga a quella utilizzata per la sonda Stardust.

## Strumentazione scientifica

La capsula di OSIRIS-REx StowCam la mattina del 24 settembre 2023, contenente i campioni prelevati.

OSIRIS-REx è dotata dei seguenti strumenti scientifici:
- OSIRIS-REx Camera Suite (OCAMS) indica il sistema di fotocamere della sonda; si compone a sua volta di tre strumenti principali:
  - PolyCam - fotocamera associata ad un telescopio di 8 pollici di diametro; è stata utilizzata per l'acquisizione delle immagini nella fase di avvicinamento all'asteroide e, successivamente, per quelle ad alta risoluzione della superficie
  - MapCam - sviluppata allo scopo di individuare eventuali satelliti presenti o fenomeni di sgasamento (outgasing) dalla superficie
  - SamCam - ha ripreso in modo continuo il recupero del campione dalla superficie dell'asteroide
- OSIRIS-REx Laser Altimeter (OLA) è un altimetro laser ed è stato utilizzato per ottenere una mappa topografica completa della superficie dell'asteroide
- OSIRIS-REx Visible and IR Spectrometer (OVIRS) è uno spettrometro operante nelle lunghezze d'onda del visibile e dell'infrarosso.
- OSIRIS-REx Thermal Emission Spectrometer (OTES) è un secondo spettrometro, operante nelle lunghezze d'onda dell'infrarosso termico
- Regolith X-ray Imaging Spectrometer (REXIS) è uno spettrometro operante nei raggi X
- Touch-And-Go Sample Acquisition Mechanism (TAGSAM) è il sistema di raccolta del campione dalla superficie dell'asteroide.

## Missione estesa
Il 25 aprile 2022, la NASA aveva confermato che la missione sarebbe stata estesa. Dopo aver lasciato il campione sulla Terra nel settembre 2023, la missione è stata ridenominata in OSIRIS-APEX ("APophis EXplorer"). Come suggerisce il nuovo nome, il suo prossimo obiettivo sarà l'Asteroide near-Earth (e oggetto potenzialmente pericoloso) 99942 Apophis. Il 13 aprile 2029 Apophis passerà molto vicino alla Terra, a circa 31.000 km, meno di un decimo della distanza Terra-Luna. Le osservazioni di Apophis inizieranno l'8 aprile 2029 e pochi giorni dopo, il 21 aprile, è previsto l'incontro di OSIRIS-APEX con l'asteroide. La sonda orbiterà attorno ad Apophis per circa 18 mesi. Non raccoglierà campioni ma la navicella spaziale utilizzerà i suoi propulsori per smuovere la superficie di Apophis, al fine di esporre il sottosuolo e studiarne spettralmente i materiali.